# Germano Melo
Germano Melo (Sobral, 23 de Abril de 1971) é um ator, diretor, dramaturgo e roteirista brasileiro. Formado pelo Curso de Arte Dramática da Universidade Federal do Ceará. Estreou como ator no Teatro Universitário de Fortaleza em As Preciosas Ridículas de Moliére, sob a direção de Edgar Castro.

## Carreira
Em São Paulo, integrou por quatro anos o Centro de Pesquisa Teatral de Antunes Filho no SESC Consolação, atuado nas montagens do Grupo Macunaíma: Trono de Sangue - Macbeth e Drácula e Outros Vampiros, temporadas realizadas em São Paulo, Rio de Janeiro, Lisboa, Madrid, Tenerife, Las Palmas. 
Nos anos noventa, participou da companhia teatral Cia. Dos Atores Brasileiros e Sociedade do Prazer, atuando nos espetáculos Todos Os Que Caem de Beckett e A Sonata Fantasma de Strindberg. 
Estreia na televisão em 1994, fazendo uma participação especial na novela Éramos Seis do SBT. Atua também na novela Mandacaru (TV MANCHETE).
Em 2001, funda a Cia. A Garagem, onde escreve e dirige suas primeiras obras: Dos Venenos o Mais Santo e Os Belos Elementos.
Atuou em montagens de diversos diretores e autores brasileiros, entre eles Francisco Carlos, Antonio Abujamra, Luiz Carlos Vasconcelos, Cibele Forjaz, Vadim Nikitin, Johana Albuquerque, Christiane Tricerri, Elzeman Neves, Caetano Vilela, Leonardo Ventura.
Atuou como roteirista e diretor na Cia. de Dana PULTS – Teatro Coreográfico, vencedora do Primeiro Fomento à Dança da cidade de São Paulo com o projeto Olhos Invisíveis. 
Em 2010 estreia como apresentador de TV no programa Café Filosófico, exibido pela TV Cultura de São Paulo. 
Em 2011 estreia no cinema no longa O Que Se Move de Caetano Gotardo, e passa a trabalhar com diversos cineastas Juliana Rojas (Sinfonia da Necrópole e As Boas Maneiras), Marcelo Caetano (Verona), Kleber Mendonca Filho (Aquarius), Marcos Pimentel (Dia de Reis).
Em 2016, estreia como roteirista no longa Elon Não Acredita Na Morte de Ricardo Alves Jr., filme premiado com o Candango de melhor ator para Romulo Braga, no Festival de Brasília do Cinema Brasileiro, e selecionado para o Festival Internacional de Roterdã (Holanda), Macau (China), Cartagena (Colômbia), Ficunam (México), IndieLisboa (Portugal) e Bafici (Argentina). Atualmente o filme consta no catálogo da Netflix.
Em 2021, publica sua trilogia de pecas teatrais Dançando Sobre o Abismo pela Editora Javali, reunindo as pecas Norma D, Eclipse Solar e Coisas Úteis e Agradáveis.
Atualmente desenvolve os roteiros do longas A Professora De Francês (contemplado pelo Hubert Bals Fund e vencedor do Brasil Cinemundi (2018), e Norma (contemplado pelo CODEMIG).

## Filmografia

### Cinema
| Ano  | Obra                       | Função                | Formato        | Notas                                                              |
| ---- | -------------------------- | --------------------- | -------------- | ------------------------------------------------------------------ |
| 2013 | O Que Se Move              | Ator                  | Longa-metragem |                                                                    |
| 2016 | Elon não Acredita na Morte | Roterista             | Longa-metragem |                                                                    |
|      |                            |                       |                |                                                                    |
| 2018 | Russa                      | Co-roterista          | Curta-metragem | Co-roteristas Ricardo Alves Jr João Salaviza, Renée Nader Messora, |
| 2019 | Vitória                    | Roterista             | Curta-metragem |                                                                    |
| 2020 | Coisas Úteis e Agradáveis  | Roterista, Co-diretor | Média-metragem | Co-direção com Ricardo Alves Jr                                    |
| 2021 | Aragem                     | Roterista             | Longa-metragem | Produzido pelo grupo Atrás do Pano                                 |

### Televisão
| Ano  | Obra            | Função       | Formato    | Notas                          |
| ---- | --------------- | ------------ | ---------- | ------------------------------ |
| 1994 | Éramos Seis     | Ator         | Telenovela | Participação especial          |
| 1997 | Mandacaru       | Ator         | Telenovela |                                |
| 2010 | Café Filosófico | Apresentador | Talk Show  |                                |
| 2017 | O Natal de Rita | Roterista    | Telefilme  | Co-produção com a Globo Filmes |

### Teatro
| Ano  | Obra                                | Função  | Notas |
| ---- | ----------------------------------- | ------- | ----- |
| 1992 | Trono de Sangue                     | Ator    |       |
| 1999 | Macbeth e Drácula e Outros Vampiros | Ator    |       |
| 2001 | Dos Venenos o Mais Santo            | Direção |       |
| 2002 | Os Belos Elementos                  | Direção |       |
|      |                                     |         |       |
|      |                                     |         |       |

1. ↑  «Trágica, Trono de Sangue faz rir com medo»
2. ↑  «Folha de S.Paulo - Inspiração para "Drácula" veio de Bali - 23/9/1996». www1.folha.uol.com.br. Consultado em 15 de maio de 2023
3. 1 2  «Éramos Seis (1994)». Teledramaturgia. Consultado em 15 de maio de 2023
4. 1 2  Xavier, Nilson. «Mandacaru». Teledramaturgia. Consultado em 15 de maio de 2023
5. 1 2  «Comédia, tragédia e drama no CCSP». Estadão. Consultado em 15 de maio de 2023
6. 1 2  www.usp.br http://www.usp.br/jorusp/arquivo/2002/jusp595/agenda6.htm. Consultado em 15 de maio de 2023 Em falta ou vazio |título= (ajuda)
7. 1 2  «Papo de Cinema "O Que Se Move"»
8. ↑  «About the Hubert Bals Fund | IFFR». iffr.com. Consultado em 15 de maio de 2023
9. ↑  «Projeto mineiro é o vencedor do 9º Brasil CineMundi – Revista de Cinema». Consultado em 15 de maio de 2023
10. ↑  «Elon não Acredita na Morte - EntreFilmes». entrefilmes.com.br. Consultado em 12 de maio de 2023
11. ↑  «RUSSA - EntreFilmes». entrefilmes.com.br. Consultado em 12 de maio de 2023
12. ↑  «Vitória - EntreFilmes». entrefilmes.com.br. Consultado em 12 de maio de 2023
13. ↑  Velloso, Vitor (2 de novembro de 2020). «Coisas Úteis e Agradáveis | Crítica». Vertentes do Cinema. Consultado em 15 de maio de 2023
14. ↑  Tempo, O. (2 de dezembro de 2021). «'Aragem': filme de Ricardo Alves ganha pré-estreia no Cine Humberto Mauro | O TEMPO». www.otempo.com.br. Consultado em 15 de maio de 2023
15. ↑  «Grupo Atrás do Pano | Grupo de Teatro e Casa Cultural». Grupo Atrás do Pano. Consultado em 15 de maio de 2023
16. ↑  «Café Filosófico - TV Cultura»
17. ↑  «O Natal de Rita - EntreFilmes». entrefilmes.com.br. Consultado em 12 de maio de 2023